# خانه سرسیاه‌ها (تالین)

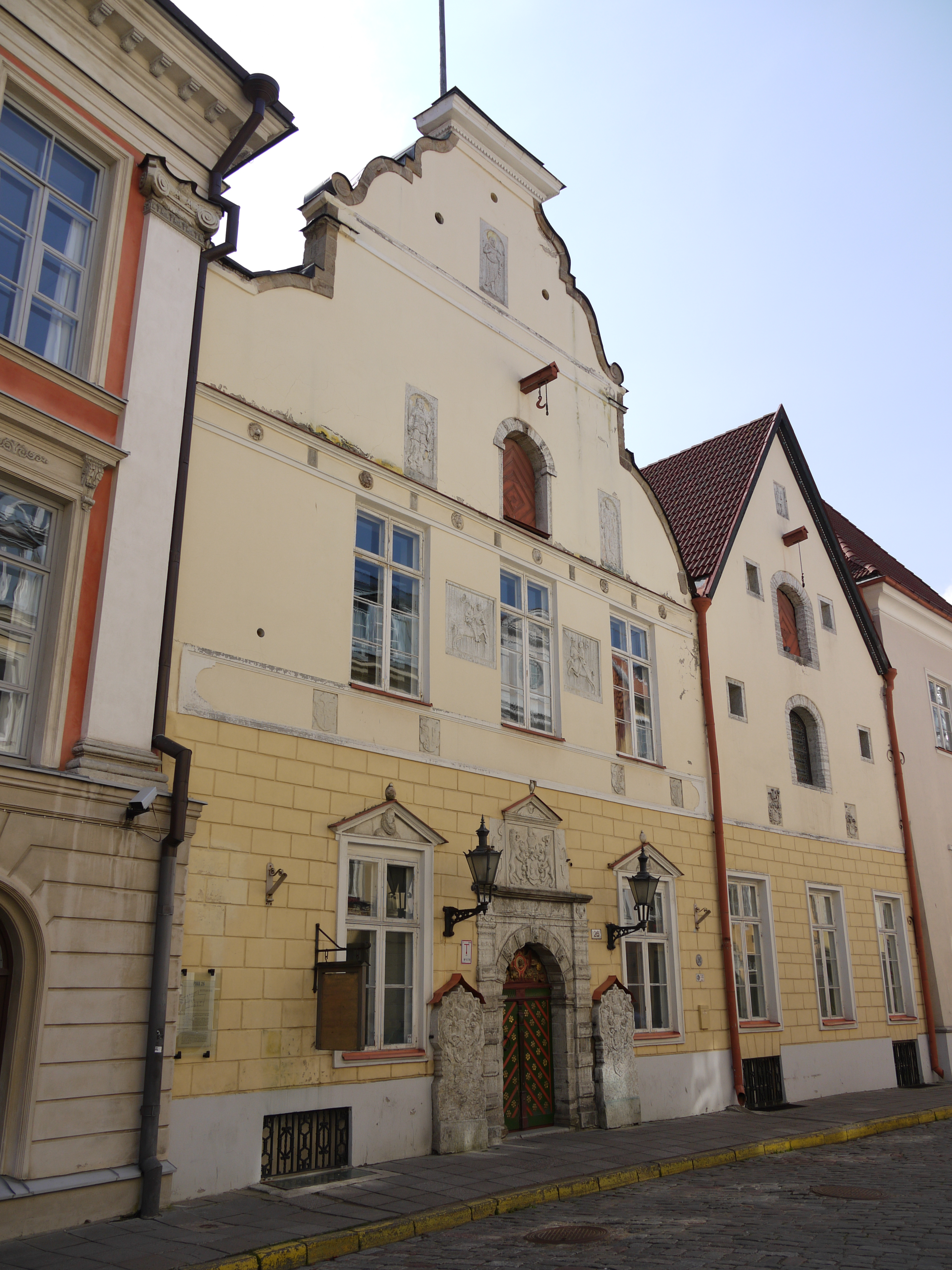
خانه سرسیاه‌ها

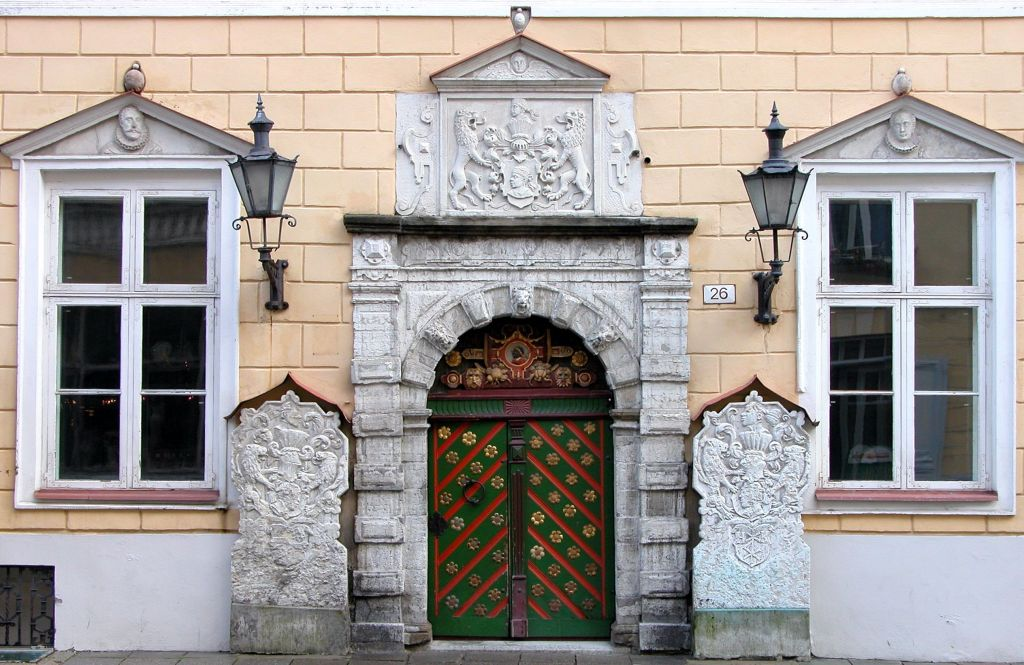
ورودی ساختمان

خانه سرسیاه‌ها (انگلیسی: House of the Blackheads) یا خانه برادری ساختمانی در شهر تالین، استونی است که در قرن ۱۵ میلادی ساخته شده‌است. از نظر تاریخی این یک انجمن حرفه‌ای از صاحبان کشتی، بازرگانان و خارجیان بود که از قرن ۱۴ میلادی تشکیل شده و در لیوونی (استونی و لتونی امروزی) فعالیت داشتند.
این خانه امروزه شامل سه ساختمان مجزا است و دارای چهار سالن و چندین اتاق دیگر است که برای رویدادهای مختلف استفاده می‌شود. تالار سفید در سالهای ۱۵۳۱ تا ۱۵۳۲ ساخته شد و بین سال‌های ۱۹۰۹ و ۱۹۱۱ بازسازی شد. تالار اتحادیه سنت اولاف، که معماری داخلی آن برای اوایل قرن پانزدهم است، توسط سرسیاه‌ها در سال ۱۹۱۹ خریداری شد و بین سال‌های ۱۹۱۹ و ۱۹۲۲ بازسازی شد.

## نگارخانه

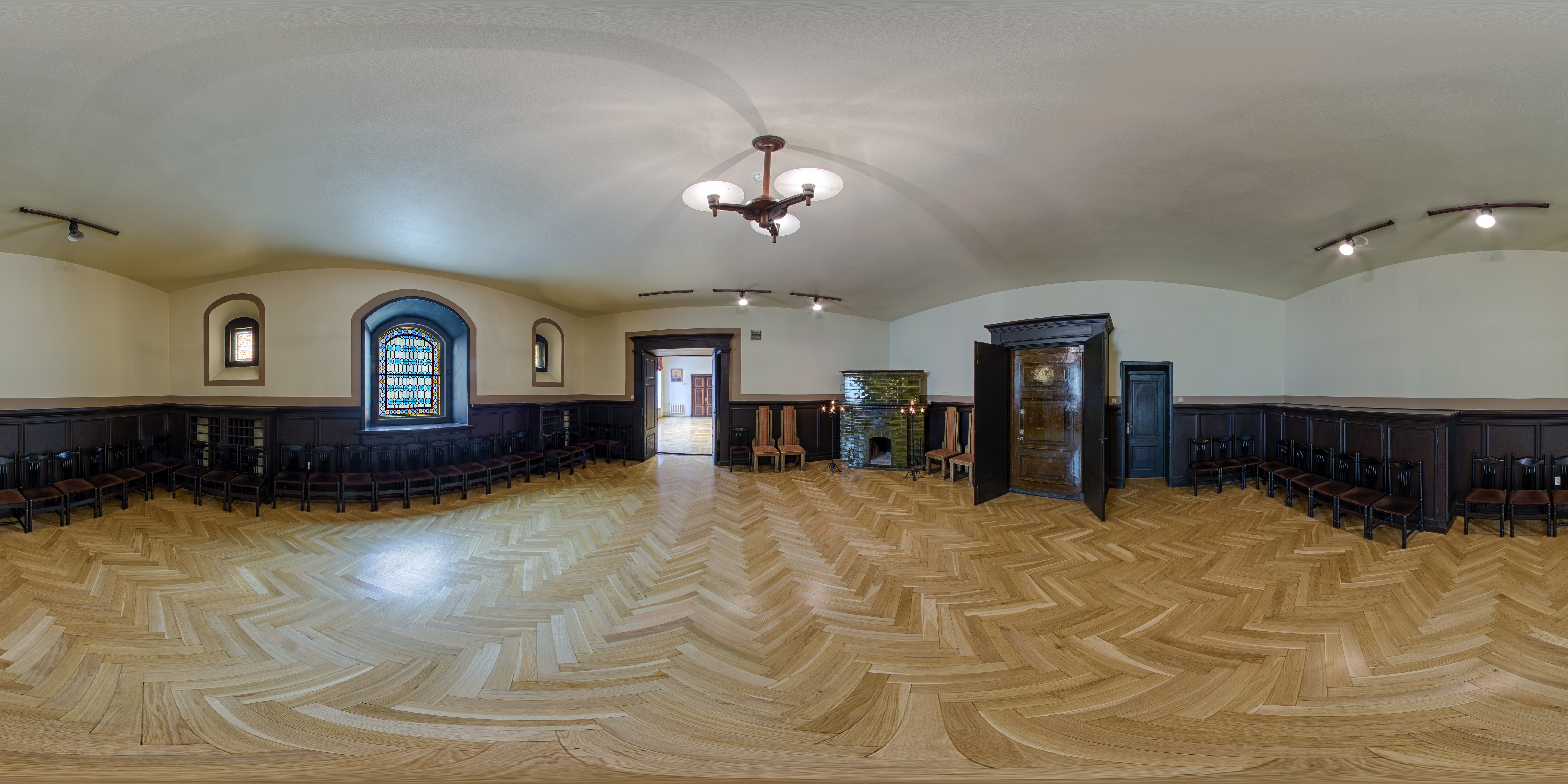